# 格哥利·利治
格哥利·利治（英語：Gregory Leigh，1994年9月30日—）是英格蘭的職業足球運動員，司職左後衛，現時效力英格蘭足球冠軍聯賽球隊牛津联和牙買加國家足球隊。

## 外部連結
- Soccerway資料庫：格哥利·利治
- Manchester City profile （页面存档备份，存于）
- England profile （页面存档备份，存于）